# Baltoscandia

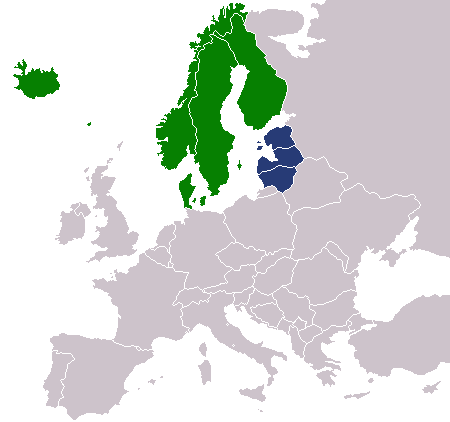
Ubicación de los Estados bálticos y los países nórdicos:
Estados Bálticos
Países Nórdicos

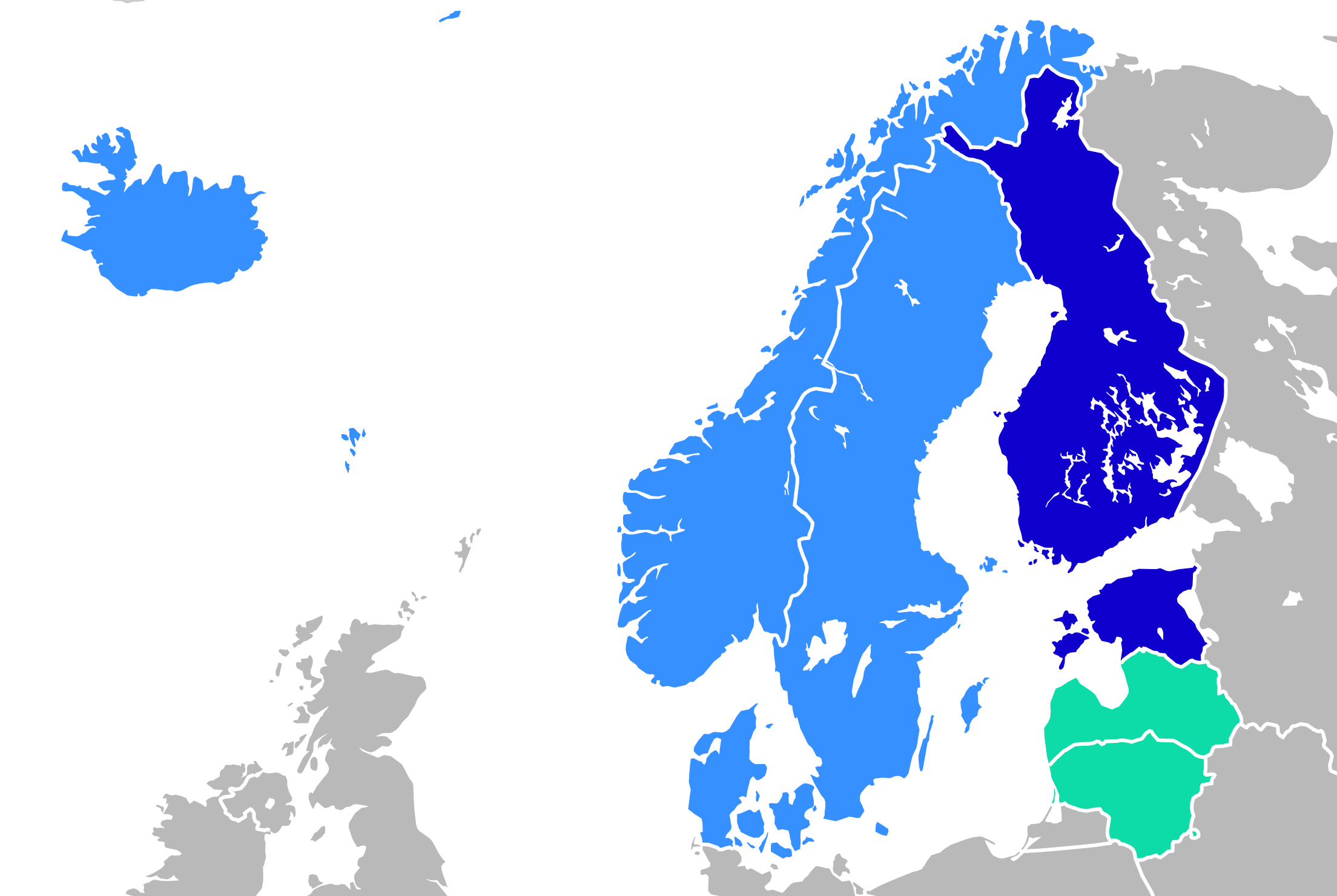
Ramas lingüísticas en el norte de Europa
Balticas (Letonia y Lituania)
Fínicas (Estonia y Finlandia)
Norgermánicas (Dinamarca, Islas Faroe, Islandia, Noruega, y Suecia)

La Confederación Baltoescandinava o Baltoscandia es un concepto geopolítico de una unión báltico-escandinava que comprende Dinamarca, Estonia, Finlandia, Islandia, Letonia, Lituania, Noruega y Suecia. La idea fue propuesta por el profesor sueco Sten de Geer (1886-1933) en la revista Geografiska Annaler en 1928 y desarrollada por el profesor Kazys Pakštas (1893-1960), un científico lituano del ámbito de la geografía y la geopolítica.

## Desarrollo del concepto

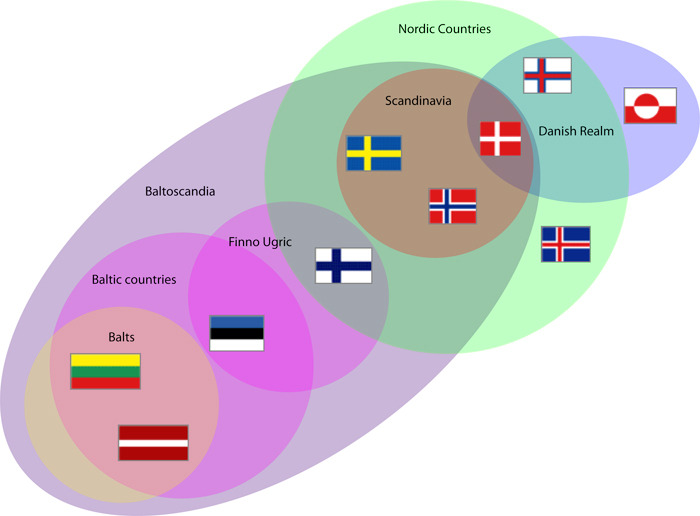
Diagrama de Euler que indica Baltoscandia entre otras subregiones del norte de Europa

Pakštas afirma en su libro La Confederación Baltoescandinava que el término Baltoscandia fue utilizado por primera vez por Sten de Geer en un artículo publicado en "Geografiska Annaler" en 1928. En este libro se describe Baltoscandia en varias dimensiones diferentes: como unidad geográfica y cultural, como económica y como política y militar. Kazys Pakštas propuso que una de las formas en que las naciones pequeñas pueden resistir la influencia de las grandes es unirse y cooperar más estrechamente entre sí. Como menciona, la unificación sólo es posible entre las naciones que son similares por su tamaño, entorno geográfico, religión, también tienen que respetar y tolerar a los demás.
Dado que la política exterior de Lituania se ha orientado aún más hacia el norte de Europa tras la llegada de Dalia Grybauskaitė al cargo de Presidenta de Lituania, aumentan las voces que cuestionan el retorno de la idea de la Confederación Baltoscandiana en este país.

## Promoción
Durante casi 20 años, la Academia de Baltoscandia (Baltoskandijos akademija) funcionó en Panevėžys, Lituania. Se fundó el 17 de noviembre de 1991 como instituto de investigación científica que organiza regularmente acuerdos sobre contactos culturales, históricos y políticos bálticos y escandinavos. Sus principales objetivos eran "desarrollar vínculos versátiles de las tierras y naciones de la región de Baltoscandia e integrar la cultura de Lituania en el espacio cultural de Baltoscandia". La academia se liquidó a finales de 2009 por problemas de financiación. La financiación corrió a cargo del ayuntamiento de Panevėžys, pero las funciones de la academia no se ajustaban a los criterios de las funciones del citado ayuntamiento.

### Otros términos
Los Ocho Nórdicos-Bálticos o "NB8", donde 8 representa el número de países (Dinamarca, Estonia, Finlandia, Islandia, Letonia, Lituania, Noruega y Suecia).